# Vadodara (stad)
Vadodara, ook wel Baroda, is een metropool in Indiase staat Gujarat. De stad is gelegen in het gelijknamige district Vadodara en heeft 1.306.035 inwoners (2001).
De stad staat bekend als de culturele hoofdstad, en wordt wel het "Oxford van Gujarat" genoemd. In de stad bevindt zich textielindustrie, petrochemische industrie, bouwbedrijven en een groeiende softwareindustrie.

## Geboren
- Hazrat Inayat Khan (1882-1927), oprichter van het Universeel Soefisme
- Dilip Chitre (1938-2009), schrijver, kunstschilder en regisseur
- Ma Anand Sheela (1949), secretaresse van Bhagwan Sri Rajneesh

## Overleden
- Bhupen Khakhar (1936-2003), kunstschilder

## Galerij

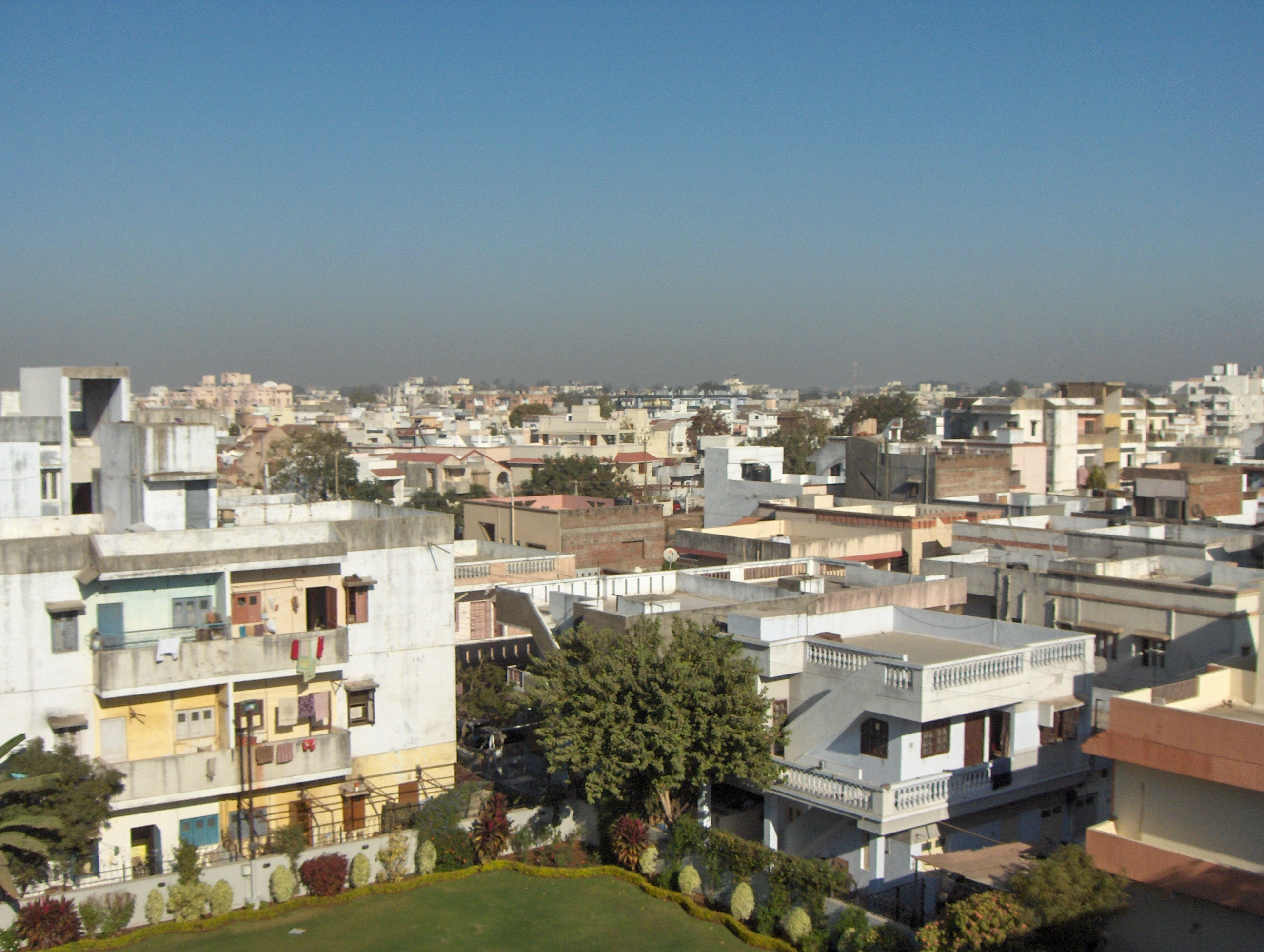
Zicht op Vadodara